# Satoshi Koizumi
Satoshi Koizumi (japanisch 小泉 訓 Koizumi Satoshi; * 9. Juni 1985 in der Präfektur Tokio) ist ein japanischer Fußballspieler.

## Karriere
Koizumi erlernte das Fußballspielen in der Universitätsmannschaft der National Institute of Fitness and Sports in Kanoya. Seinen ersten Vertrag unterschrieb er 2008 bei Tokushima Vortis. Der Verein spielte in der zweithöchsten Liga des Landes, der J2 League. Ende 2009 beendete er seine Karriere als Fußballspieler.